# Ментон (Тексас)
Ментон (енгл. Mentone) насељено је место без административног статуса у америчкој савезној држави Тексас.

## Демографија
По попису из 2010. године број становника је 19.
| Група             | 2000.    | 2010.      |
| Белци             | 0 (0,0%) | 14 (73,7%) |
| Афроамериканци    | 0 (0,0%) | 0 (0,0%)   |
| Азијати           | 0 (0,0%) | 0 (0,0%)   |
| Хиспаноамериканци | 0 (0,0%) | 4 (21,1%)  |
| Укупно            | 0        | 19         |